# 成公 (宋)
成公（せいこう、? - 紀元前620年）は、春秋時代の宋の君主（在位前637年 - 前620年）。姓は子、名は王臣。襄公の子。紀元前637年、襄公の後をうけて宋国の君主となった。紀元前636年、楚と講和した。 
紀元前634年、宋は楚との盟約にそむいて晋についたため、楚の令尹の子玉と司馬の子西が宋の緡の地を攻撃した。紀元前633年、楚・陳・蔡・鄭・許が宋を包囲した。成公は公孫固を晋に派遣して救援を求めた。紀元前632年、晋の文公が曹・衛を攻撃すると、宋の包囲は解けた。
紀元前631年、成公は周・晋・斉・陳・蔡・秦と翟泉で盟約を結んだ。紀元前625年、晋・魯・陳・鄭と垂隴で盟約を結んだ。成公は公子成を派遣して晋・魯・陳・鄭とともに秦を攻撃し、汪と彭衙を占領した。紀元前624年、晋・魯・陳・衛・鄭とともに沈を攻撃した。
紀元前620年、成公は死去した。